# Herring Point
Herring Point är en udde i Antarktis. Den ligger i Sydshetlandsöarna. Argentina, Chile och Storbritannien gör anspråk på området.
Terrängen inåt land är mycket platt.  Trakten är obefolkad. Det finns inga samhällen i närheten. 